# Bendis poaphiloides
Bendis poaphiloides là một loài bướm đêm trong họ Noctuidae.